# Final de la Copa de la Liga de Inglaterra 2021-22
La final de la Copa de la Liga de Inglaterra 2021-22 se disputó el domingo 27 de febrero de 2022 en el Estadio de Wembley de Londres. Es recordada por la extensa tanda de penaltis con la que se decidió el encuentro, resultando ganador el Liverpool F.C. tras 21 penaltis.

## Finalistas
En negrita, las finales ganadas.
| Equipos   | Finales jugadas anteriormente | Finales jugadas anteriormente                                                                               |
| --------- | ----------------------------- | --- |
| Chelsea   | 8 (5)                         | 1964-65, 1971-72, 1997-98, 2004-05, 2006-07, 2007-08, 2014-15, 2018-19.                                     |
| Liverpool | 12 (8)                        | 1977-78, 1980-81, 1981-82, 1982-83, 1983-84, 1986-87, 1994-95, 2000-01, 2002-03, 2004-05, 2011-12, 2015-16. |

## Camino a la Final
| Chelsea               | Chelsea               | Chelsea               | Eliminatoria                                   | Liverpool             | Liverpool             | Liverpool             |
| --------------------- | --------------------- | --------------------- | ---------------------------------------------- | --------------------- | --------------------- | --------------------- |
| Rival                 | Resultado             | Resultado             | Fase                                           | Rival                 | Resultado             | Resultado             |
| No jugóUCL            | No jugóUCL            | No jugóUCL            | Primera ronda (No tienen que jugar esta ronda) | No jugóUCL            | No jugóUCL            | No jugóUCL            |
| No jugóUCL            | No jugóUCL            | No jugóUCL            | Segunda ronda (No tienen que jugar esta ronda) | No jugóUCL            | No jugóUCL            | No jugóUCL            |
| Aston Villa           |                       | 1–1 (4:3 p.)          | Tercera ronda                                  | Norwich City          |                       | 0–3                   |
| Southampton           |                       | 1–1 (4:3 p.)          | Octavos de final                               | Preston North End     |                       | 0–2                   |
| Brentford             |                       | 0–2                   | Cuartos de final                               | Leicester City        |                       | 3–3 (5:4 p.)          |
| Tottenham Hotspur     | Local                 | 2–0 (Ida)             | Semifinales                                    | Arsenal               |                       | 0–0 (Ida)             |
| Tottenham Hotspur     |                       | 0–1 (Vuelta)          | Semifinales                                    | Arsenal               | Visitante             | 0–2 (Vuelta)          |
| Resultado global: 3–0 | Resultado global: 3–0 | Resultado global: 3–0 | Semifinales                                    | Resultado global: 2–0 | Resultado global: 2–0 | Resultado global: 2–0 |

## Partido

### Ficha
| 16         | Guardameta     | Édouard Mendy     | 120' |
| 28         | Defensa        | César Azpilicueta | 57'  |
| 14         | Defensa        | Trevoh Chalobah   |      |
| 6          | Defensa        | Thiago Silva      |      |
| 2          | Defensa        | Antonio Rüdiger   |      |
| 3          | Defensa        | Marcos Alonso     |      |
| 8          | Centrocampista | Mateo Kovačić     | 106' |
| 7          | Centrocampista | N'Golo Kanté      |      |
| 19         | Centrocampista | Mason Mount       | 74'  |
| 10         | Centrocampista | Christian Pulisic | 74'  |
| 29         | Delantero      | Kai Havertz       |      |
| Entrenador | Entrenador     | Thomas Tuchel     |      |

| 62         | Guardameta     | Caoimhín Kelleher      |     |
| 66         | Defensa        | Trent Alexander-Arnold |     |
| 32         | Defensa        | Joel Matip             | 91' |
| 4          | Defensa        | Virgil van Dijk        |     |
| 26         | Defensa        | Andrew Robertson       |     |
| 3          | Centrocampista | Fabinho                |     |
| 14         | Centrocampista | Jordan Henderson       | 79' |
| 8          | Centrocampista | Naby Keïta             | 80' |
| 11         | Delantero      | Mohamed Salah          |     |
| 23         | Delantero      | Luis Díaz              | 97' |
| 10         | Delantero      | Sadio Mané             | 80' |
| Entrenador | Entrenador     | Jürgen Klopp           |     |

| 24 | Defensa        | Reece James       | 57'  |
| 9  | Delantero      | Romelu Lukaku     | 74'  |
| 11 | Delantero      | Timo Werner       | 74'  |
| 5  | Centrocampista | Jorginho          | 106' |
| 1  | Guardameta     | Kepa Arrizabalaga | 120' |

| 67 | Centrocampista | Harvey Elliott  | 79' |
| 7  | Centrocampista | James Milner    | 80' |
| 20 | Delantero      | Diogo Jota      | 80' |
| 5  | Defensa        | Ibrahima Konaté | 91' |
| 27 | Delantero      | Divock Origi    | 97' |

| Amonestado | 90'    | Mateo Kovačić |
| Amonestado | 99'    | N'Golo Kanté  |
| Amonestado | 105+2' | Kai Havertz   |

| Amonestado | 105+2' | Trent Alexander-Arnold |

| Árbitro             | Stuart Atwell   |
| Árbitros asistentes | Dan Cook        |
| Árbitros asistentes | Daniel Robathan |
| Cuarto árbitro      | Andrew Madley   |
| Árbitro VAR         | Darren England  |
| Asistente VAR       | Simon Bennett   |

| 16         | Guardameta     | Édouard Mendy     | 120' |
| 28         | Defensa        | César Azpilicueta | 57'  |
| 14         | Defensa        | Trevoh Chalobah   |      |
| 6          | Defensa        | Thiago Silva      |      |
| 2          | Defensa        | Antonio Rüdiger   |      |
| 3          | Defensa        | Marcos Alonso     |      |
| 8          | Centrocampista | Mateo Kovačić     | 106' |
| 7          | Centrocampista | N'Golo Kanté      |      |
| 19         | Centrocampista | Mason Mount       | 74'  |
| 10         | Centrocampista | Christian Pulisic | 74'  |
| 29         | Delantero      | Kai Havertz       |      |
| Entrenador | Entrenador     | Thomas Tuchel     |      |

| 62         | Guardameta     | Caoimhín Kelleher      |     |
| 66         | Defensa        | Trent Alexander-Arnold |     |
| 32         | Defensa        | Joel Matip             | 91' |
| 4          | Defensa        | Virgil van Dijk        |     |
| 26         | Defensa        | Andrew Robertson       |     |
| 3          | Centrocampista | Fabinho                |     |
| 14         | Centrocampista | Jordan Henderson       | 79' |
| 8          | Centrocampista | Naby Keïta             | 80' |
| 11         | Delantero      | Mohamed Salah          |     |
| 23         | Delantero      | Luis Díaz              | 97' |
| 10         | Delantero      | Sadio Mané             | 80' |
| Entrenador | Entrenador     | Jürgen Klopp           |     |

| 24 | Defensa        | Reece James       | 57'  |
| 9  | Delantero      | Romelu Lukaku     | 74'  |
| 11 | Delantero      | Timo Werner       | 74'  |
| 5  | Centrocampista | Jorginho          | 106' |
| 1  | Guardameta     | Kepa Arrizabalaga | 120' |

| 67 | Centrocampista | Harvey Elliott  | 79' |
| 7  | Centrocampista | James Milner    | 80' |
| 20 | Delantero      | Diogo Jota      | 80' |
| 5  | Defensa        | Ibrahima Konaté | 91' |
| 27 | Delantero      | Divock Origi    | 97' |

| Amonestado | 90'    | Mateo Kovačić |
| Amonestado | 99'    | N'Golo Kanté  |
| Amonestado | 105+2' | Kai Havertz   |

| Amonestado | 105+2' | Trent Alexander-Arnold |

| Árbitro             | Stuart Atwell   |
| Árbitros asistentes | Dan Cook        |
| Árbitros asistentes | Daniel Robathan |
| Cuarto árbitro      | Andrew Madley   |
| Árbitro VAR         | Darren England  |
| Asistente VAR       | Simon Bennett   |

|                              |
| Bandera de Merseyside        |
| Campeón Liverpool 9.º título |

- Datos: Q109297626